# هندري كروزن
هندري كروزن (بالهولندية: Hendrie Krüzen)‏، من مواليد 24 نوفمبر 1964، لاعب كرة قدم هولندي سابق، ومدرب كرة قدم هولندي حالي.
لعب مع منتخب هولندا لكرة القدم.

## روابط خارجية
- هندري كروزن على موقع قاعدة بيانات كرة القدم.إي يو (الإنجليزية)
- هندري كروزن على موقع ناشيونال فوتبول تيمز (الإنجليزية)
- هندري كروزن على موقع Soccerway.com (الإنجليزية)
- هندري كروزن على موقع كووورة